# The Contender (programma televisivo)
The Contender è un programma televisivo statunitense di genere reality show, incentrato sul pugilato e avviato nel 2005.
I concorrenti coabitano nella stessa casa, si relazionano e condividono i loro aneddoti sportivi, ma infine si dovranno sfidare sul ring per ottenere il premio in palio.
Lo show è stato trasmesso per quindici settimane sulla NBC, negli Stati Uniti. Nel Regno Unito è stato mandato in onda sulla rete ITV2, successivamente sulla ITV1 ed ora sulla ITV4.
Negli episodi iniziali, prima di ogni incontro i contendenti hanno dovuto prender parte a delle "sfide" (che richiedevano un grande sforzo fisico ed un eccellente lavoro di squadra), le quali permettevano alla squadra vincitrice di combinare i due boxer per il match imminente.

## Stagioni
- The Contender
- The Contender 2
- The Contender Challenge: UK vs. USA
- The Contender 3
- The Contender Asia
- The Contender 4
- The Contender Australia

## Tabella delle eliminazioni
| Contestant | 1  | 2                            | 3                            | 4                          | 5                          | 6                          | 7                          | 8                          | 9  | 10 | 11 | 12 | 13 | 14 | 15 |
| ---------- | -- | ---------------------------- | ---------------------------- | -------------------------- | -------------------------- | -------------------------- | -------------------------- | -------------------------- | -- | -- | -- | -- | -- | -- | -- |
| Sergio     |    |                              |                              | Si                         |                            |                            |                            |                            | Si |    |    |    |    | Si | Si |
| Peter      | No | ri-entra la quarta settimana | ri-entra la quarta settimana |                            | Si                         |                            |                            |                            |    |    | Si |    | Si |    | No |
| Jesse      |    | Si                           |                              |                            |                            |                            |                            |                            |    |    |    | Si |    | No |    |
| Alfonso    | Si |                              |                              |                            |                            |                            |                            |                            |    | Si |    |    | No |    |    |
| Anthony    |    |                              |                              |                            |                            | Si                         |                            |                            |    |    |    | No |    |    |    |
| Joey       |    |                              |                              |                            |                            |                            |                            | Si                         |    |    | No |    |    |    |    |
| Ahmed      |    |                              | No                           | ri-entra la nona settimana | ri-entra la nona settimana | ri-entra la nona settimana | ri-entra la nona settimana | ri-entra la nona settimana |    | No |    |    |    |    |    |
| Ishe       |    |                              | Si                           |                            |                            |                            |                            |                            | No |    |    |    |    |    |    |
| Juan       |    |                              |                              |                            |                            |                            | Si                         |                            |    |    |    |    |    |    |    |
| Jimmy      |    |                              |                              |                            |                            |                            |                            | No                         |    |    |    |    |    |    |    |
| Tarick     |    |                              |                              |                            |                            |                            | No                         |                            |    |    |    |    |    |    |    |
| Brent      |    |                              |                              |                            |                            | No                         |                            |                            |    |    |    |    |    |    |    |
| Miguel     |    |                              |                              |                            | No                         |                            |                            |                            |    |    |    |    |    |    |    |
| Najai      |    |                              |                              | No                         |                            |                            |                            |                            |    |    |    |    |    |    |    |
| Jeff       |    |                              |                              |                            |                            |                            |                            |                            |    |    |    |    |    |    |    |
| Jonathan   |    | No                           |                              |                            |                            |                            |                            |                            |    |    |    |    |    |    |    |

     Vince sia la sfida che l'incontro.
     Perde la sfida ma vince l'incontro.
     Vince l'incontro.
     Vince la sfida.
     Perde l'incontro.
     Vince la sfida ma perde l'incontro.
     Perde sia la sfida che l'incontro.
     Abbandona la competizione.